# Sarracenia/Salvia
「Sarracenia / Salvia」（サラセニア / サルビア）は、SKY-HIとBE:FIRSTによるスプリット・シングルである。2023年8月30日発売。発売元はB-ME。

## 概要
BMSG所属のSKY-HIとBE:FIRSTによるスプリット・シングルである。そらぞれの楽曲が2023年8月24日にNetflixで配信されたアニメ『範馬刃牙』の第2期「地上最強の親子喧嘩編」のオープニングテーマとエンディングテーマに起用された。SKY-HIによる「Sarracenia」は主人公・範馬刃牙の父親である範馬勇次郎、BE:FIRSTによる「Salvia」は範馬刃牙をテーマに制作された。トラックプロデュースは両曲ともRyosuke "Dr.R" Sakaiが担当し、2曲に共通のボイスサンプルを使用した。

## 背景
本作は前述のテレビアニメのタイアップの為に書き下ろされた。話自体はSKY-HIが主催して行っていたオーディション『THE FIRST』の開催中であったタイミングで決まっており、この時点でオープニングとエンディングの両方のオファーを貰っていた。強力なタイアップが故にリリースまで怖かったというが、今回が親子喧嘩編であることや、SKY-HIと前の所属事務所との契約が完全に終わりBE:FIRSTと同じ事務所、同じレーベルに所属することなどの条件が揃い、スプリット・シングルという形に至ったという。

## 制作
SKY-HI名義による「Sarracenia」の制作は、SKY-HIが2022年に発表したアルバム『THE DEBUT』よりも前に行われた。食にうるさく、こだわる範馬勇次郎感を出したかったといい、そこから食虫植物の名前からとったサラセニアというワードが浮かびタイトルが決まった。サラセニアに“風変わり”という花言葉があるのもタイトル決定の要因になったという。サラセニアの名前は調べるまで分からなかったが、このような食虫植物があることは以前から知っていたという。サビはシャウトに近い声で発声したといい、これは刃牙の曲ではなかったらやっていない歌い方だったとSKY-HIは語っている。
BE:FIRST名義である「Salvia」が制作されたのはBE:FIRSTのデビュー前後の時であった。サルビアの尊敬、家族愛という花言葉の綺麗さからタイトルが付けられた。範馬刃牙の曲でもありつつ、あくまでBE:FIRSTの曲として成立することを強く意識し、歌詞の言葉遣いなどにも気をつけたという。
タイトルは2曲が対比してるということを象徴できる固有名詞である必要があったのと、マッチョイズムとの距離を考慮した結果この通りとなった

## アートワーク
CDジャケットには、刃牙シリーズの原作者である板垣恵介が描き下ろしたものが採用された。

## ミュージック・ビデオ
「Sarracenia」のみミュージック・ビデオの制作が行われている。"究極の味噌汁"を作るというのをテーマに撮影された。
「Sarracenia / Salvia」発売後の2023年9月6日に同じBMSGに所属するトレーニーのTAIKIが配信した新曲「KARATE KID」のミュージック・ビデオは「Sarracenia」と世界が繋がっている設定となっている。

## その他
本作のCD発売前の2023年8月11日に ｢Sarracenia -Anime Size-」翌週の8月18日に｢Salvia -Anime Size-｣が配信された。

## 発売形態
CD+DVD
CD + Blu-ray
CD Only
CD+Tシャツ

## 収録曲
| #  | タイトル               | 作詞   | 作曲                         | 時間 |
| -- | ---------------------- | ------ | ---------------------------- | ---- |
| 1. | 「Sarracenia」(SKY-HI) | SKY-HI | Ryosuke "Dr.R" Sakai, SKY-HI | 3:08 |
| 2. | 「Salvia」(BE:FIRST)   | SKY-HI | Ryosuke "Dr.R" Sakai, SKY-HI | 3:26 |

| #  | タイトル                            | 作詞 | 作曲・編曲 |
| -- | ----------------------------------- | ---- | ---------- |
| 1. | 「Sarracenia Music Video」          |      |            |
| 2. | 「Behind The Scenes of Sarracenia」 |      |            |

## タイアップ
| 曲名       | タイアップ                                                                   |
| ---------- | ---------------------------------------------------------------------------- |
| Sarracenia | Netflix配信アニメ「範馬刃牙」第2期「地上最強の親子喧嘩編」オープニングテーマ |
| Salvia     | Netflix配信アニメ「範馬刃牙」第2期「地上最強の親子喧嘩編」エンディングテーマ |

## チャート
| チャート                          | 最高順位 | 出典   |
| --------------------------------- | -------- | ------ |
| Billboard Japan Top Singles Sales | 10       | [ 10 ] |
| Billboard Japan Hot 100           | 41       | [ 11 ] |
| オリコン 週間シングルランキング   | 8        | [ 12 ] |